# Caryospora regentensis
Caryospora regentensis – gatunek pasożytniczych pierwotniaków należący do rodziny Eimeriidae z podtypu Apicomplexa, które kiedyś były klasyfikowane jako protista. Występuje jako pasożyt węży. C. regentensis cechuje się oocystą zawierającą jedną sporocystę. Z kolei każda sporocysta zawiera 8 sporozoitów.
Obecność tego pasożyta stwierdzono u mamby zielonej (Dendroaspis viridis) należącego do rodziny zdradnicowatych (Elapidae).
Występuje na terenie Afryki.

## Sporulowana oocysta
Jest kształtu sferoidalnego lub lekko owoidalnego, posiada 2 bezbarwne ściany o łącznej grubości 0,5 μm. Oocysta posiada następujące rozmiary: długość 16 – 17,6 μm, szerokość 15 – 17,2 μm. Brak mikropyli oraz wieczka biegunowego. Występuje ciałko biegunowe jako pojedyncza ziarnistość.

## Sporulowana sporocysta i sporozoity
Sporocysty kształtu owoidalnego o długości 10,2 – 14,1 μm, szerokości 9,3 – 11,1 μm. Występuje ciałko Stieda oraz substieda body (SBB). Brak parastieda body (PSB). Występuje ciałko resztkowe sporocysty w postaci centralnie umieszczonej, skupionej masy 15 - 20 ziarnistości. Sporozoity w kształcie kiełbasek, ułożonych wokół ciałka resztkowego sporocysty.